# Rostak
Rostak (pers. رستاق) – miasto w Afganistanie, w wilajecie Tachar. W 2013 roku liczyło 12 500 mieszkańców.